# EZweb
EZweb（イージーウェブ）は、KDDI・沖縄セルラー電話の携帯電話ブランドauがフィーチャーフォン向けに提供している携帯電話IP接続サービスの名称である。
KDDIの登録商標であり、KDDIの携帯電話ブランド・ツーカーでもかつて提供されていた（ツーカーS等の音声通話専用端末を除く）。
利用の際、EZ WINコースのオプション契約が必要。スマートフォンではIS NETコース（4G LTE端末の場合はLTE NETコース、5G端末の場合は5G NETコース）の利用となり、EZwebとは区別される。

## 概要
iモードやYahoo!ケータイと異なり、HDML（WAP）規格を採用しているのが大きな特徴であった。このために、一般のHTMLで作成されたウェブサイトを見る場合、特殊なプロキシ（変換）サーバを経由する必要があったが、今日では一般のHTMLに対応したブラウザを実装した端末のみが利用可能な端末となっており、現在ではiモード向けに作られたサイトの閲覧も可能になっている。
なお、iモードやYahoo!ケータイ同様、PCからのアクセスは不可能。
auでは2001年に次世代サービス対応と称して発売した端末群のうちC3000シリーズとC5000シリーズがXHTMLベースのWAP2に対応したことにより、直接iモードの勝手サイトの閲覧も可能となっている。ツーカーでは2004年にリリースされたTK41のみWAP2に対応していた。
メールアドレスはEZweb@mail以降「任意の文字列@ezweb.ne.jp」であるが、その前（EZweb A/Bコース、スタンダード、プレミアム）は「任意の文字列@XX.ezweb.ne.jp」（XXにはa2、c7などサーバー名が入る）、ただし東京・名古屋地区（旧IDO→DDI）のみ「任意の文字列@ezX.ido.ne.jp」（Xにはアルファベット1文字が入る）だった。
auのスマートフォンでは一部を除き、ezweb.ne.jpドメインのメールアドレスを使用することが出来る。ただしWindows Mobileを搭載した機種では使用できない。海外メーカー機種ではezweb.ne.jpドメインのメールアドレスは発売直後は対応していないのがほとんどのため、ezweb.ne.jpドメインのメールアドレスはau oneメールに転送して、Gmailアプリで、au oneメールに設定し受け取ることとなる（スマートフォン向けサービス自体は、IS NET(3G)/LTE NET(4G)/5G NET(5G)の名称であり、ドコモのiモードとspモードの関係同様、EZwebとは別になっている）。なお2011年秋以降の海外メーカーを含むスマートフォンの一部機種ではKDDI Eメールアプリとなり、従来のezweb.ne.jpを使用したメールが使用可能となっている。KDDI Eメールアプリでは設定関係のみ3Gでのみの接続でしか使用できないが、メールの送受信は3G以外のWiMAXや、無線LANでの送受信が出来る。またiPhone 4S以降のKDDIから出されるiPhoneもezweb.ne.jpを使用したメールの利用が出来る。
EZweb以降、auの携帯電話向けサービスには「EZ」で始まるものが多数登場した。

### 採用しているウェブブラウザ
- モバイルコンテンツ専用ブラウザは、Myriad Group（旧Openwave）のWAPブラウザをサービス開始時から全機種で採用している。
- PC向けのウェブの閲覧を可能にするPCサイトビューアには、対応する全機種でOperaを採用している。

## 沿革
- 1999年4月14日：旧DDIセルラーグループがサービス開始。旧IDOもほぼ同じ時期に「EZaccess（イージーアクセス）」の名称でサービスを開始したが、後に現在の「EZweb」に統一された。
- 1999年11月25日：ツーカーグループ[注釈 6]も「EZweb」の名称でサービスを開始。当初はグループ3社のエリアだけであったが、2001年8月30日にはJ-PHONE（ボーダフォンを経て、現在のソフトバンク）のエリア（ローミングエリア）でも利用できるようになっている。
- 2004年：ツーカーのプリペイド式携帯電話「プリケー」において、コンテンツを限定した「プリ de EZ（プリ・デ・イージー）」サービスを開始。サービス使用料が30日ごとに200円かかる。通信料が時間課金（15円／20秒）であり、システム上情報料の徴収はできない。また、勝手サイトの閲覧もできない。
- 2007年9月27日：EZwebトップメニューがau oneに変わる。
- 2009年4月14日：EZwebサービス開始10周年。
- 2016年3月31日：PCサイトビューアーのサービス終了[1]。
- 2017年8月：2018年4月以降にメールドメインをezweb.ne.jpからau.comに変更すると発表。ezweb.ne.jpドメイン利用者は引き続き利用可能[2][3]

## 通信速度制御

### フィーチャーフォン
2008年頃からMNP以降に首都圏を中心とする人口密集地区で輻輳が頻繁に起きており、一部のau電話からEZwebへの接続がしにくくなっている。
この問題を解消するため、auでは5月26日から6月30日にかけ、試験的に同様の通信制限を行い、他ユーザーの通信品質向上を確認した。2008年7月30日にau携帯電話において連続的かつ大量の通信を行う一部のユーザーに対し、同年10月1日よりEZwebの通信速度を制御すると発表した。ネットワーク資源の公平性確保と回線の輻輳を回避するため、EZweb通信速度の制限を開始した。
速度制限の対象は、前々月の月間パケット数が300万パケット以上のユーザーである。時間は21時から翌日1時までの間であり、この時間帯のEZweb通信速度を制限（遅く）し、同じ時間帯にEZwebを利用する他ユーザーの通信速度を確保する。なお、この時間帯でも通信の切断は行われない。
ただし、EZアプリ (BREW)、PCサイトビューアー、Eメール、さらにパソコンを用いたパケット通信等は制限の対象でない。

### スマートフォン
スマートフォンではフィーチャーフォンとは別のルールで運用している。2011年10月1日より、前日を含めた3日間の利用パケットが3.5G通信で、300万パケット（384MB）以上の人は、下り通信の速度を制御する。回線を止めるということはしない。ただし、モバイルWiMAX回線（+WiMAXとのデュアルモード利用時）には通信量規制はない。例えば、800Kbpsの動画を3日で64分以上再生すると、通信規制の対象となる。また、72時間常時通信する場合、約12Kbps以上で規制対象となる。